# Pena
Pena (maced. Пена) – rzeka w północno-zachodniej Macedonii Północnej Wardarskiej, lewy dopływ Wardaru w zlewisku Morza Egejskiego o długości 29,7 km.
Źródła położone są na wysokości około 2500 m n.p.m. na południowych stokach gór Szar Płanina. Płynie na południowy wschód, przepływa przez Tetovo i uchodzi do Wardaru koło wsi Saraćino w kotlinie Polog. W górnym biegu znajdują się liczne wodospady będące atrakcją turystyczna i cztery małe elektrownie wodne. W 1979 powódź na Penie objęła większą część Tetova.